# Часовете (филм)
Вижте пояснителната страница за други значения на Часовете.
Часовете (на английски: The Hours) е драматичен филм от 2002 година.
Драмата представя историята на три жени от различни поколения и исторически времена, чийто живот е свързан чрез романа Мисис Далауей, написан от Вирджиния Улф. Във филма действието се развива в рамките на един ден, но в съответния исторически период. Никол Кидман изпълнява ролята на Британската писателка Вирджиния Улф, Джулиан Мур играе ролята на американска домакиня от 1950, която чете романа Мисис Далауей, а Мерил Стрийп играе също американка но от 2000 година – лесбийка, която се грижи за своя приятел Ричард Браун, умиращ от СПИН. Други актьори и актриси, които участват, са Миранда Ричардсън, Тони Колет, Клеър Дейнс, Ед Харис и Джон Райли.
Сценарият на филма е написан от Дейвид Хеър, базиран на романа Часовете, носител на награда Пулицър, от Майкъл Кънингам. Режисьор на филма е Стивън Далдри, саундтракът е на Филип Глас.
Един от най-коментираните филми на 2002, Часовете получава голям брой номинации и награди. Филмът печели Златен глобус за 2003 г., за най-добра драма и получава девет номинации за Оскар. Чрез него Никол Кидман се утвърждава като една от най-способните драматични актриси в Холивуд. Тя печели Златен глобус за най-добра актриса в драматичен филм и Оскар за най-добра актриса.

## Цитати
- Не можеш да намериш покой като избягваш живота.
- Целият живот на една жена, в един ден, само един ден, а после същият този ден през целия ѝ живот.
- Какво значение има че съжаляваш, когато нямаш избор? Важно е какво можеш да понесеш.
- Поетът трябва да умре, за да оценят останалите живота.

## Участват
- Никол Кидман... като Вирджиния Улф
- Джулиан Мур... като Лора Браун
- Мерил Стрийп... като Клариса Вон
- Ед Харис... като Ричард Браун
- Стивън Дилейн... като Ленард Улф
- Миранда Ричардсън... като Ванеса Бел
- Джон Райли... като Дан Браун
- Тони Колет... като Кити Барлоу

## Сюжет
Внимание:  Текстът по-долу разкрива сюжета на произведението (или части от него)!
Историята разказва за това как романът Мисис Далауей засяга три поколения жени (Вирджиния Улф пише историята, Лора Браун я чете, и Клариса Вон я изживява), всяка от които, по един или друг начин се сблъсква със самоубийството.
Надслов: Времето да се криеш свърши. Времето да съжаляваш отлетя. Времето да живееш е сега.

## Спечелени награди
- 2002 Оскар за най-добра женска роля – Никол Кидман
- 2003 Награда Аманда (Норвегия) – Най-добър чуждестранен филм – Стивън Долдри
- 2003 American Cinema Editors Eddie Award — Best Edited Feature Film — Dramatic – Питър Бойл
- 2003 Art Directors Guild – Excellence in Production Design Award — Feature Film — Contemporary Films – Мария Джуркович

## Номинации за Оскар
- 2002 Оскар за най-добри костюми – Ан Рот
- 2002 Оскар за режисура – Стивън Далдри
- 2002 Academy Award for Film Editing – Питър Бойл
- 2002 Оскар за най-добра музика – Филип Глас
- 2002 Academy Award for Best Picture
- 2002 Оскар за поддържаща мъжка роля – Ед Харис
- 2002 Оскар за поддържаща женска роля – Джулиан Мур
- 2002 Оскар за адаптиран сценарий – David Hare